# Ghánai cedi
A cedi (ejtsd: szidi) Ghána hivatalos pénzneme 1965 óta, amikor is az angol font helyettesítésére vezették be 1 font = 2,4 cedi árfolyamon.

## Története
A cedi név a kaori kagyló akan nevéből származik. (Az akánok a legnagyobb nép Ghánában.) A kaori kagyló a 13. századtól az aranynál is megbecsültebb fizetőeszköz volt Nyugat-Afrikában.
Az infláció miatt a Cedi értéke 40 év alatt sokat csökkent, 2007-ben 1 US dollár már 9500 Cedit ért. A pénzforgalom megkönnyítésére a Ghánai Nemzeti Bank (Bank of Ghana) 2007. július 3-án új pénzt vezetett be úgy, hogy levágtak 4 nullát a Cedi névértékéből. Az új pénzt, megkülönböztetendő a régitől, Ghana Cedinek (GH¢) nevezték el. 2007. december 31-ig mindkét féle pénz egymás mellett volt használatban. 2008 január elsejétől azonban csak az új Cedi a hivatalos pénznem.
Az átváltás 10 000 ¢ = 1 GH¢ alapján történt. Az új pénz egysége hivatalosan 0,98 amerikai dollárt ért.
|  |  |

## Bankjegyek

### 1. cedi
1965-ben bocsátották ki az első bankjegysorozatot, amelynek az alábbi címletei voltak: 1, 5, 10, 50, 100 és 1000 Cedi.

### 2. cedi
A 2. cedinek az infláció miatt 4 sorozatát bocsátották ki. Az elsőt 1967-ben, a másodikat 1972-ben, a harmadikat 1983-ban, a negyediket 1991-től folyamatosan adták ki.

### 3. cedi
2010. május 14-én vezették be a 2 cedis bankjegyet. 2019. május 6-án korszerűbb, biztonságosabb bankjegyeket bocsátottak ki, amelyek kinézetükben nem sokban változnak a 3. cedi sorozathoz képest.
| kép | Érték    | Méret       | Szín         | Leírás        | Leírás                              | Dátumok         | Dátumok     |
| kép | Érték    | Méret       | Szín         | Előlap        | Hátlap                              | kibocsátás      | visszavonás |
| --- | -------- | ----------- | ------------ | ------------- | ----------------------------------- | --------------- | ----------- |
|     | 1 cedi   | 137 × 65 mm | vörös        | A "Nagy Hat"  | Akosombo gát                        | 2007. július 3. | forgalomban |
|     | 2 cedi   | 140 x 67 mm | sárgás barna | Kwame Nkrumah | Parlament                           | 2010. május 14. | forgalomban |
|     | 5 cedi   | 141 × 68 mm | kék          | A "Nagy Hat"  | Balme könyvtár: University of Ghana | 2007. július 3. | forgalomban |
|     | 10 cedi  | 145 × 71 mm | sárgás zöld  | A "Nagy Hat"  | Ghánai Nemzeti Bank                 | 2007. július 3. | forgalomban |
|     | 20 cedi  | 149 × 74 mm | lila         | A "Nagy Hat"  | Legfelsőbb Bíróság                  | 2007. július 3. | forgalomban |
|     | 50 cedi  | 153 × 77 mm | barna        | A "Nagy Hat"  | Christianborg erőd                  | 2007. július 3. | forgalomban |
|     | 100 cedi |             | kék          |               |                                     |                 |             |
|     | 200 cedi |             | barna        |               |                                     |                 |             |